# Tratado franco-japonés de 1907
El Tratado franco-japonés (日仏協約, Nichi-futsu Kyotei) fue un tratado entre la Tercera República Francesa y el Imperio del Japón que denota las respectivas esferas de influencia en Asia, que fue firmado en París el 10 de junio de 1907 por el embajador japonés, el barón Shin 'ichiro Kurino y el canciller francés Stéphen Pichon.
Las relaciones entre Francia y Japón antes de la Guerra ruso-japonesa de 1904-1905 habían sido frías. Francia fue miembro de la Triple Intervención, que Japón había sentido humillantemente limitada sus ganancias en la Primera guerra sino-japonesa. Francia también fue un firme defensor de Rusia en el reciente conflicto, aunque la Entente Cordiale con el Reino Unido y las políticas exteriores de Théophile Delcassé lo habían limitado a asumir un papel abierto. Sin embargo, con Japón emergiendo como vencedor en la Guerra ruso-japonesa y con Francia cada vez más distanciada de una Alemania cada vez más beligerante, la política exterior francesa cambió.
El borrador del tratado se completó en mayo de 1907 y se envió a Tokio el 16 de mayo para su ratificación por parte del gobierno japonés.
En el Tratado franco-japonés de 1907, ambas partes declararon su compromiso con la integridad territorial de China, así como su apoyo a la Política de puertas abiertas, pero también declararon que ambas partes tenían un "interés especial" en mantener la paz y el orden en áreas de China adyacentes a territorios donde ambas partes tenían derechos de soberanía, protección u ocupación. El suplemento no público del acuerdo definió estas áreas como Manchuria, Mongolia y la provincia de Fukien para Japón, y las provincias de Yunnan, Guangxi y Guangdong para Francia.
El tratado reconoció implícitamente la posición de Francia en la Indochina francesa y uno de los resultados del tratado fue la represión de las actividades de los partidarios de la independencia indochina y los exiliados vietnamitas en Japón por parte de la policía japonesa.
Sin embargo, la redacción de las partes suplementarias del tratado se filtró a la prensa francesa, causando preocupación en los Estados Unidos y en China con respecto a las ambiciones territoriales francesas y japonesas en China, y el futuro de la Política de puertas abiertas. Otras negaciones entre Japón y los Estados Unidos para aclarar sus respectivas posiciones contribuyeron al Acuerdo Root-Takahira de 1908.
El tratado fue parte de la construcción de una coalición cuando Francia tomó la delantera en la creación de alianzas con Japón, Rusia y (informalmente) con Gran Bretaña. Japón quería obtener un préstamo en París, por lo que Francia hizo que el préstamo dependiera de un acuerdo ruso-japonés y una garantía japonesa para las posesiones estratégicamente vulnerables de Francia en Indochina. Gran Bretaña alentó el acercamiento ruso-japonés. Así se construyó la coalición Triple Entente que luchó en la Primera Guerra Mundial.